# Leo Losert
Leo Losert   (Ried im Innkreis, 31 d'octubre de 1902 - valor desconegut, 22 d'octubre de 1982) fou un remer austríac que va competir durant la dècada de 1920.
El 1928 va prendre part en els Jocs Olímpics d'Amsterdam, on disputà la prova del doble scull del programa de rem. Formant parella amb Viktor Flessl guanyà la medalla de bronze.